# Злочинна організація
Злочинна організація є стійким ієрархічним об'єднанням декількох осіб (п'ять і більше), члени якого або структурні частини якого за попередньою змовою зорганізувалися для спільної діяльності з метою безпосереднього вчинення тяжких або особливо тяжких злочинів учасниками цієї організації, або керівництва чи координації злочинної діяльності інших осіб, або забезпечення функціонування як самої злочинної організації, так і інших злочинних груп (Ч.4 ст. 28 КК України).

## Ознаки злочинної організації
- внутрішньо стійке об'єднання
- ієрархічне об'єднання
- 5 і більше осіб або дві і більше організовані групи (структурні частини)
- попередньо зорганізована
- спільна діяльність
- з метою вчинення тяжких або особливо тяжких злочинів
- з метою координації чи керівництва злочинної діяльності інших осіб
- з метою забезпечення функціонування як самої ЗО та і інших злочинних груп

## Створення злочинної організації
Відповідно ст. 255 КК України створення злочинної організації з метою вчинення тяжкого чи особливо тяжкого злочину, а також керівництво такою організацією або участь у ній, або участь у злочинах, вчинюваних такою організацією, а також організація, керівництво чи сприяння зустрічі (сходці) представників злочинних організацій або організованих груп для розроблення планів ї умов спільного вчинення злочинів, матеріального забезпечення злочинної діяльності чи координації дій об'єднань злочинних організацій або організованих
У статті 255 вид злочинної організації не конкретизовано, це може бути будь-яка організація, яка підпадає під ознаки загального поняття злочинної організації, визначено вище ч. 4 ст. 28

## Безпосередній об'єкт злочину
Безпосереднім об'єктом злочину є безпека особи, суспільства і держави від діяльності злочинних організацій.
З об'єктивної сторони злочин може виражатися у таких формах:
1. створення злочинної організації;
2. керівництво злочинною організацією;
3. участь у злочинній організації;
4. участь у злочинах, вчинюваних такою організацією;
5. організація, керівництво чи сприяння зустрічі (сходці) представників злочинних організацій або організованих груп для розроблення планів та умов спільного вчинення злочинів, матеріального забезпечення злочинної діяльності чи координації дій об'єднань злочинних організацій або організованих груп.

## Суб'єкт злочину
Особа віком від 14 до 16 років може нести відповідальність лише за окремі злочини, вчинені у складі такої організації (наприклад, за грабіж, заподіяння тяжкого чи середньої тяжкості тілесного ушкодження)

## Суб'єктивна сторона злочину
Суб'єктивна сторона злочину характеризується прямим умислом. Винний усвідомлює, що організація, яку він створює, якою керує, у якій чи у злочинах, вчинюваних якою, бере участь, є злочинною, або що його діяльність у складі злочинної організації створюють загрозу громадській безпеці, і бажає настання таких наслідків.

## Відповідальність
Карається позбавленням волі на строк від п'яти до дванадцяти років.
За цією статтею настає відповідальність за дії, пов'язані з функціонуванням злочинної організації тоді, коли такі дії не охоплюються жодною з передбачених КК спеціальних норм про окремі види злочинних організацій (банду — ст. 257, терористичну організацію — ст. 258-3, не передбачені законом воєнізовані або збройні формування — ст. 260, змову про насильницьку зміну чи повалення конституційного ладу або захоплення державної влади — ч. 1 ст. 109
Звільняється від кримінальної відповідальності
особа (крім організатора або керівника) яка:
1. Добровільно заявила про створення злочинної організації або участь у ній
2. Активно сприяла її розкриттю

Частина 2 ст. 255 не застосовується у випадку вчинення особою інших злочинів, пов'язаних з діяльністю злочинних організацій, зокрема бандитизму.